# UNI Győr ETO HC
Az UNI Győr ETO HC egy professzionális jégkorongcsapat Győrben. A klub tagja az Andersen Ligának és az Európai Egyetemi Jégkorong Ligának. A 2021–2022-es Erste Liga szezon során játszott a magyar első osztályban.

## Története
A klubot 1992-ben alapították. 2022-ben csatlakozott az Andersen Ligához. 2023-tól játszik az Európai Egyetemi Jégkorong Ligában.

## Szezonok

### Jelenlegi bajnokságok

#### Európai Egyetemi Jégkorong Liga
| Alapszakasz | Alapszakasz | Alapszakasz | Alapszakasz | Alapszakasz | Alapszakasz | Alapszakasz | Alapszakasz | Alapszakasz | Rájátszás                       | Rájátszás                                 | Rájátszás                        |
| Szezon      | LM          | GY          | GY.H.       | V. H.       | V           | G           | P           | Helyezés    | Negyeddöntő                     | Elődöntő                                  | Döntő                            |
| ----------- | ----------- | ----------- | ----------- | ----------- | ----------- | ----------- | ----------- | ----------- | ------------------------------- | ----------------------------------------- | -------------------------------- |
| 2023–24     | 14          | 3           | 1           | 1           | 9           | 41-62       | 12          | 7.          | Nem jutott be a rájátszásba     | Nem jutott be a rájátszásba               | Nem jutott be a rájátszásba      |
| 2024–25     | 12          | 6           | 0           | 0           | 6           | 56:44       | 18          | 4.          | Győzelem a HC UNIZA ellen (3-0) | Győzelem a Gladiators Trenčín ellen (3-1) | Vereség az UMB Hockey Team (2-3) |

#### Andersen Liga
| Alapszakasz | Alapszakasz | Alapszakasz | Alapszakasz | Alapszakasz | Alapszakasz | Alapszakasz | Alapszakasz | Alapszakasz | Rájátszás                           | Rájátszás                                     | Rájátszás                                     | Rájátszás                                     |
| Szezon      | LM          | GY          | GY.H.       | V. H.       | V           | G           | P           | Helyezés    | Negyeddöntő                         | Elődöntő                                      | Döntő                                         | Eredmény                                      |
| ----------- | ----------- | ----------- | ----------- | ----------- | ----------- | ----------- | ----------- | ----------- | ----------------------------------- | --------------------------------------------- | --------------------------------------------- | --------------------------------------------- |
| 2022–23     | 16          | 14          | 0           |             | 2           | 110-38      | 42          | 1.          | Győzelem a Lehel HC U21 ellen (2-0) | Vereség a Worm Angels ellen (1-2)             | -                                             | Bronzmérkőzés: Győzelem a DAB-ASP ellen (8-4) |
| 2023–24     | 20          | 16          | 1           | 0           | 3           | 129-54      | 50          | 1.          | Győzelem a Worm Angels ellen (2-0)  | Győzelem a Goodwill Pharma Szeged ellen (2-0) | Győzelem a Lehel HC ellen (3-0)               | Andersen Liga-győztes                         |
| 2024–25     | 18          | 15          | 0           | 0           | 3           | 147:52      | 45          | 2.          | Győzelem a Worm Angels ellen (2-0)  | Győzelem a Lehel HC ellen (3-0)               | Győzelem a Goodwill Pharma Szeged ellen (3-2) | Andersen Liga-győztes                         |

### Korábbi bajnokságok

#### Erste Liga
| Alapszakasz | Alapszakasz | Alapszakasz | Alapszakasz | Alapszakasz | Alapszakasz | Alapszakasz | Alapszakasz | Alapszakasz | Rájátszás                              | Rájátszás     | Rájátszás     | Rájátszás     | Rájátszás     |
| Szezon      | LM          | GY          | GY.H.       | V. H.       | V           | G           | P           | Helyezés    | Kvalifikáció                           | Negyeddöntő   | Elődöntő      | Döntő         | Eredmény      |
| ----------- | ----------- | ----------- | ----------- | ----------- | ----------- | ----------- | ----------- | ----------- | -------------------------------------- | ------------- | ------------- | ------------- | ------------- |
| 2021–22     | 40          | 9           | 1           | 3           | 27          | 94-146      | 32          | 9.          | Vereség a DVTK Jegesmedvék ellen (1-3) | Nem jutott be | Nem jutott be | Nem jutott be | Nem jutott be |

## Bajnokcsapatok
Andersen Liga 2023/24:
Kapusok: Kornakker Dániel, Róth Nándor, Mészáros Ákos
Játékosok: Almási Márk, Csata Sebestyén, Csölle Dániel Zoltán, Farkas István Tamás, Fekete Botond, Horváth Richárd, Jábor Bendegúz, Kiss Ádám, Kiss Mátyás Zoltán, Koczkás Márk, Láday Áron, Láday Bence, Lévai Norbert, Madácsi Benedek, Majoross Barnabás, Makovics Bence, Nagy Márk Máté, Sipák Martin, Takács Balázs Attila, Vas Márk Dániel, Vojnits Balázs, Wenner Miklós Barnabás
Edzők: Odnoga Mátyás, Láday Lóránt, Feil Arnold